# Parks Glacier
Parks Glacier är en glaciär i Antarktis. Den ligger i Västantarktis. Inget land gör anspråk på området. Parks Glacier ligger 2 087 meter över havet.
Terrängen runt Parks Glacier är varierad. Trakten är obefolkad. Det finns inga samhällen i närheten.